# Upeneus tragula
Upeneus tragula är en fiskart som beskrevs av Richardson, 1846. Upeneus tragula ingår i släktet Upeneus och familjen mullefiskar. Inga underarter finns listade i Catalogue of Life.

## Bildgalleri

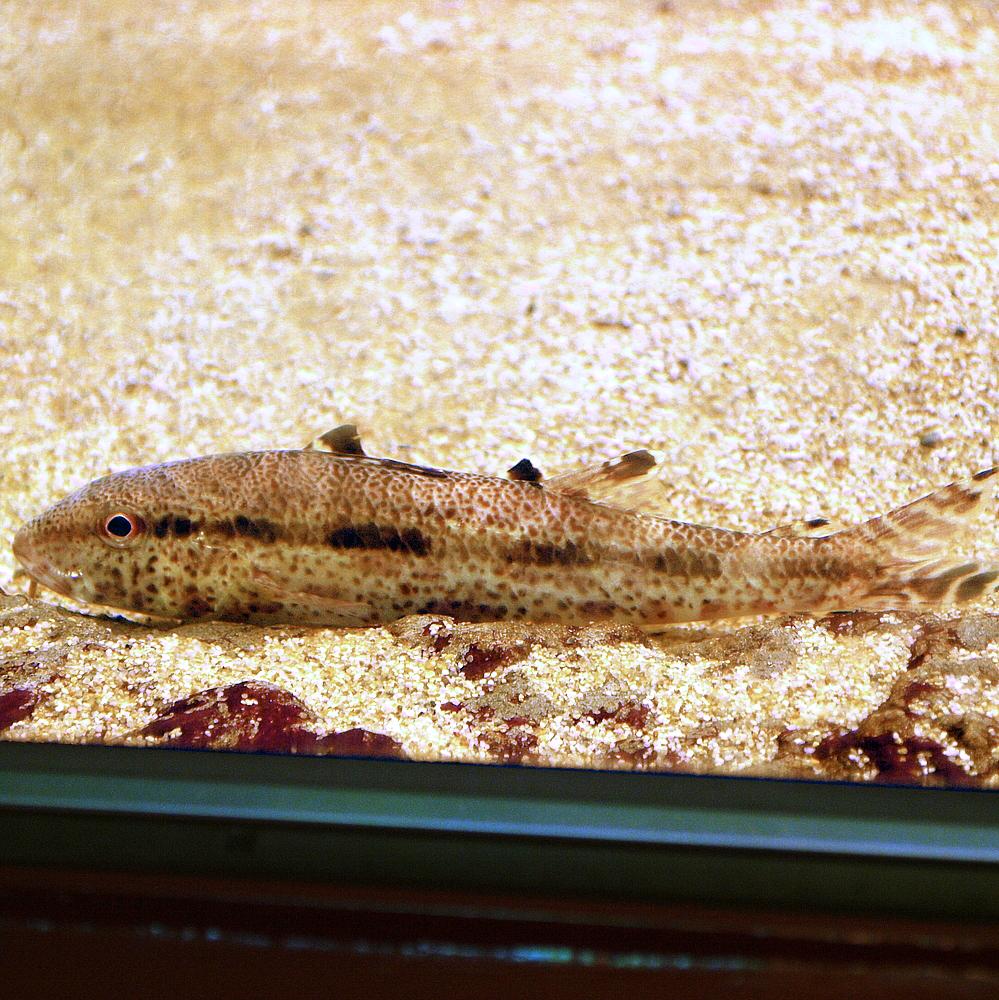